# Duane Carey
Duane Gene "Digger" Carey (Saint Paul, 30 de abril de 1957) é um ex-astronauta estadunidense.
Formou-se no Corpo de Treinamento de Oficiais da Reserva dos Estados Unidos em 1981 e como piloto de treinamento em 1983, servindo na Louisiana e na Coreia do Sul. Completando o treinamento de piloto de F-16 em 1988, foi enviado para serviço na Espanha. Em 1991, foi selecionado para o curso na Escola de Piloto de Teste da Força Aérea dos Estados Unidos, na Base Aérea Edwards, na Califórnia.
Depois da graduação no curso, trabalhou como piloto de testes experimentais nos F-16 e como oficial de sistemas de segurança. Tenente-coronel da Força Aérea dos Estados Unidos, ele acumulou 3700 horas de voo em 35 aeronaves diferentes.
Em 1996, ele foi selecionado para o curso de trenamento de astronautas da NASA. Após os dois anos de curso e avaliação no Centro Espacial Lyndon B. Johnson, em Houston, foi qualificado como piloto-astronauta, trabalhando em terra nos primeiros anos na agência, na Divisão de Astronautas, no Departamento de Operações e Sistemas de Espaçonaves.
Foi ao espaço em março de 2002, com piloto do ônibus espacial Columbia na missão STS-109, que fez reparos e instalou softwares e equipamentos mais modernos no telescópio espacial Hubble, e na qual ele passou dez dias em órbita.
Carey retirou-se da NASA em 2004 e atualmente ensina crianças em escolas americanas sobre suas experiências como astronauta.